# Inventari del Patrimoni Etnològic de Catalunya
L'Inventari del Patrimoni Etnològic de Catalunya és un programa de la Direcció General de Cultura Popular i Associacionisme Cultural, de la Generalitat de Catalunya, que neix l'any 1994. El seu objectiu és, a través de la Llei 9/1993, de 30 de setembre, del Patrimoni Cultural Català, el de promocionar la recerca, recuperació i difusió del patrimoni etnològic català. Aquesta tasca l'ha fet en estreta col·laboració amb l'Observatori del Patrimoni Etnològic i Immaterial.

## Recerca i difusió
Al ser central la noció d'etnologia, la perspectiva que ha seguit l'IPEC sobre aquest tipus de patrimoni català ha estat sempre estretament lligada a l'Antropologia social i cultural. Per aquest motiu, dins del panorama de l'etnologia i antropologia a Catalunya, l'IPEC hi té una importància cabdal.
Per una banda, l'Inventari, juntament amb la Direcció General, ha comptat amb finançament per impulsar recerques de temàtiques variades: des de estudis sobre la transhumància, la prostitució al raval, els cicles festius musulmans a Catalunya, o pescadors fluvials de l'Ebre, fins a la conflictivitat a l'espai urbà, construccions de Pedra Seca, o la sociabilitat dels infants. Per altra banda, l'IPEC compta amb la Revista d'Etnologia de Catalunya. Es tracta d'una revista que, des del 1992, ha conjugat una qualitat acadèmica amb la difusió de les recerques i esdeveniments de l'etnologia nacional.
Les publicacions de l'IPEC, així com un volum important d'elements inventariats, són consultables a través dels recursos de la Generalitat, amb l'objectiu de facilitar-ne la difusió.